# Grandfontaine, Doubs
Grandfontaine är en kommun i departementet Doubs i regionen Bourgogne-Franche-Comté i östra Frankrike. Kommunen ligger i kantonen Boussières som tillhör arrondissementet Besançon. År 2022 hade Grandfontaine 1 810 invånare.

## Befolkningsutveckling
Antalet invånare i kommunen Grandfontaine
Referens:INSEE